# Bazlambaç, Çekerek
Bazlambaç là một thị trấn thuộc huyện Çekerek, tỉnh Yozgat, Thổ Nhĩ Kỳ. Dân số thời điểm năm 2010 là 582 người.